# Biskupová
Biskupová (hongrois : Püspökfalu) est un village de Slovaquie situé dans la région de Nitra.

## Histoire
Première mention écrite du village en 1326.

## Démographie

### Évolution de la population
| Année:               | 1994. | 2004.    | 2014.   | 2024.   |
| -------------------- | ----- | -------- | ------- | ------- |
| Nombre de personnes: | 197   | 242      | 246     | 241     |
| Différence:          |       | +22,84 % | +1,65 % | -2,03 % |

| Année:               | 2023. | 2024.   |
| -------------------- | ----- | ------- |
| Nombre de personnes: | 246   | 241     |
| Différence:          |       | -2,03 % |